# پونتلاتونه
پونتلاتونه (به ایتالیایی: Pontelatone) یک کومونه در ایتالیا است که در استان کسرتا واقع شده‌است. پونتلاتونه ۳۰٫۴ کیلومتر مربع مساحت و ۱٬۸۱۹ نفر جمعیت دارد و ۱۲۰ متر بالاتر از سطح دریا واقع شده‌است.